# 944

## Nașteri
- dată necunoscută: Edgar al Angliei  (d. 975)

## Decese
- dată necunoscută: Otto de Lorena  (n. ?)
- 23 aprilie: Wichmann cel Bătrân  (n. ?)